# ستانلي ر. غرينبيرغ
ستانلي ر. غرينبيرغ (بالإنجليزية: Stanley R. Greenberg)‏ هو كاتب سيناريو أمريكي، ولد في 3 سبتمبر 1927 في شيكاغو في الولايات المتحدة، وتوفي في 25 أغسطس 2002 في كينغستون ‏ في الولايات المتحدة.

## وصلات خارجية
- ستانلي ر. غرينبيرغ على موقع IMDb (الإنجليزية)
- ستانلي ر. غرينبيرغ على موقع قاعدة بيانات الأفلام السويدية (السويدية)
- ستانلي ر. غرينبيرغ على موقع قاعدة بيانات الفيلم (الإنجليزية)